# Ponte pedonal

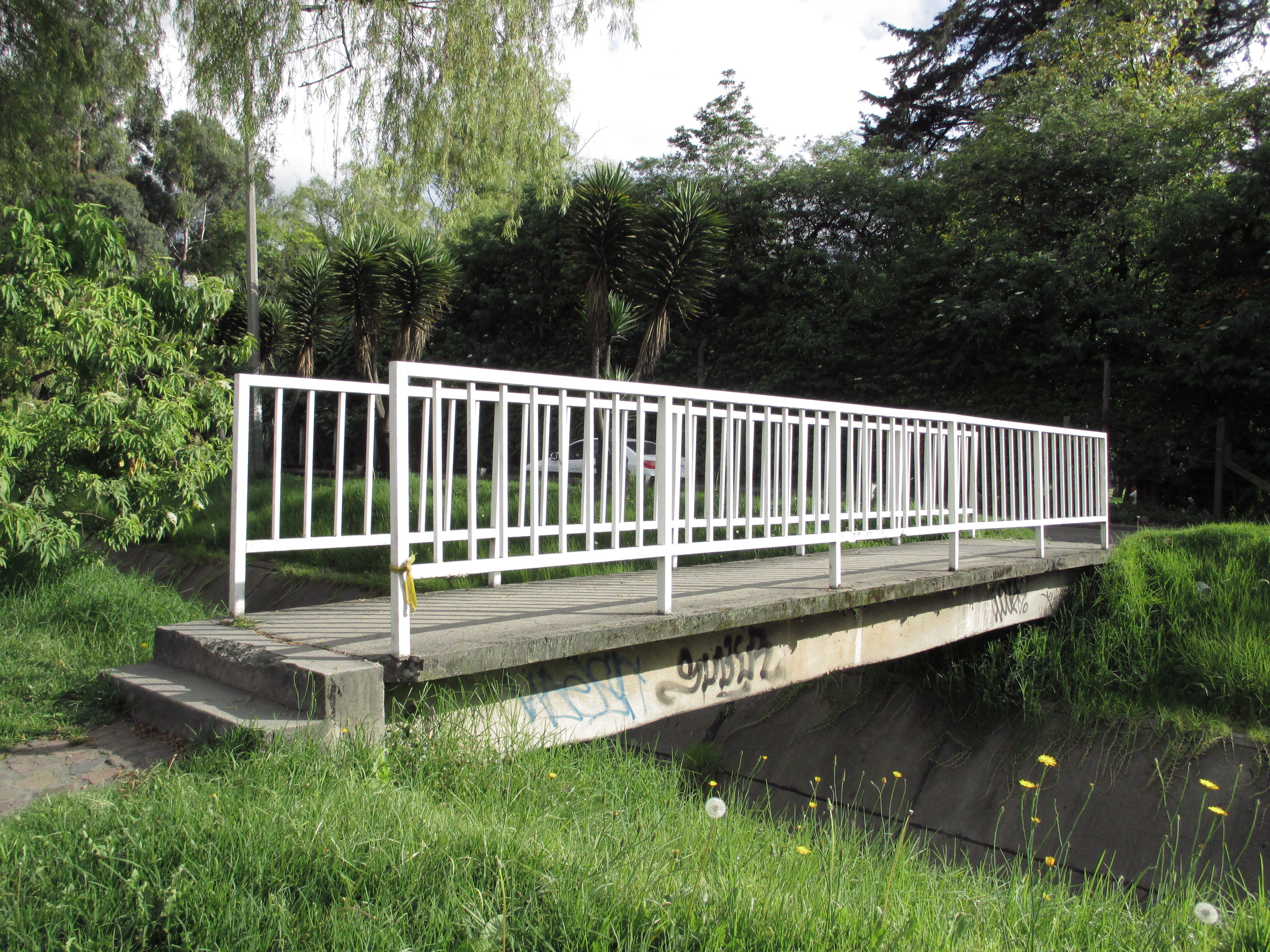
Ponte pedonal em Bogotá

Uma ponte pedonal ou ponte peatonal é uma ponte projetada para o tráfego pedonal, ou seja, de pedestres (português brasileiro) ou peões (português europeu). Embora o significado principal de uma ponte seja uma estrutura que liga "dois pontos a uma altura acima do solo", uma ponte também pode ser uma estrutura mais baixa, como um calçadão, que permite que os pedestres atravessem terrenos úmidos, frágeis ou pantanosos.  As pontes variam de trampolins - possivelmente a primeira estrutura feita pelo homem para "ponte" de água - a estruturas de aço elaboradas. Outra ponte antiga teria sido simplesmente uma árvore caída. Em alguns casos, uma passarela pode ser funcional e artística.
Para as comunidades rurais do mundo em desenvolvimento, uma passarela pode ser o único acesso de uma comunidade a clínicas médicas, escolas, empresas e mercados. Projetos simples de pontes suspensas foram desenvolvidos para serem sustentáveis e facilmente construídos nessas áreas, usando apenas materiais e mão de obra locais.
Uma passarela fechada entre dois edifícios às vezes é conhecida como skyway. As pontes para pedestres e ciclistas são frequentemente chamadas de pontes verdes e formam uma parte importante de um sistema de transporte sustentável.
As passarelas geralmente estão situadas para permitir que os pedestres atravessem água ou ferrovias em áreas onde não há estradas próximas. Eles também estão localizados nas estradas para permitir que os pedestres atravessem com segurança sem diminuir o tráfego. Este último é um tipo de estrutura de separação de pedestres, cujos exemplos são particularmente encontrados perto de escolas.

## História antiga
Os povos neolíticos também construíram uma forma de calçadão através de pântanos, dos quais a Sweet Track e a Post Track são exemplos da Inglaterra, com cerca de 6 000 anos. Sem dúvida, os povos antigos também teriam usado pontes de toras; que é uma ponte de madeira que cai naturalmente ou é intencionalmente derrubada ou colocada sobre riachos. Algumas das primeiras pontes feitas pelo homem com vão significativo provavelmente foram derrubadas intencionalmente.
Entre as pontes de madeira mais antigas está a Holzbrücke Rapperswil-Hurden cruzando o alto Lago Zurique, na Suíça; as pilhas de madeira pré-históricas descobertas a oeste do Seedamm datam de 1523 a.C. A primeira passarela de madeira atravessou o Lago Zurique, seguida por várias reconstruções pelo menos até o final do século 2 d.C., quando o Império Romano construiu uma ponte de madeira de 6 metros de largura (20 pés). Entre 1358 e 1360, Rodolfo IV, duque da Áustria, construiu uma "nova" ponte de madeira sobre o lago que foi usada até 1878 - medindo aproximadamente 1 450 metros (4 760 pés) de comprimento e 4 metros (13 pés) de largura. Em 6 de abril de 2001, a passarela de madeira reconstruída foi inaugurada, sendo a ponte de madeira mais longa da Suíça.
Uma ponte de badalo é uma forma antiga de ponte encontrada nos pântanos de Devon (Dartmoor e Exmoor) e em outras áreas montanhosas do Reino Unido, incluindo Snowdonia e Anglesey, Cumbria, Yorkshire e Lancashire. É formado por grandes lajes planas de pedra, muitas vezes granito ou xisto, apoiadas em pilares de pedra (através de rios), ou apoiadas nas margens de ribeiras. Embora muitas vezes creditado com origem pré-histórica, a maioria foi erguida nos tempos medievais e alguns em séculos posteriores.  Um exemplo famoso é encontrado na vila de Postbridge. Registrada pela primeira vez no século 14, acredita-se que a ponte tenha sido originalmente construída no século 13 para permitir que cavalos de carga cruzassem o rio. Hoje em dia, as pontes de badalo são usadas apenas como passarelas.
A Kapellbrücke é uma passarela de 204 metros de comprimento (669 pés) que cruza o rio Reuss na cidade de Lucerna, na Suíça. É a ponte coberta de madeira mais antiga da Europa e uma das principais atrações turísticas da Suíça. A ponte foi originalmente construída por volta de 1365 como parte das fortificações de Lucerna.
Um dos primeiros exemplos de uma passarela é o Corredor Vasari, uma passagem elevada e fechada em Florença, Itália, que conecta o Palazzo Vecchio com o Palazzo Pitti. Começando no lado sul do Palazzo Vecchio, ele se junta à Galeria Uffizi e sai no lado sul, cruzando o Lungarno dei Archibusieri e seguindo a margem norte do rio Arno até cruzar o rio na Ponte Vecchio. Foi construído em cinco meses por ordem do duque Cosimo I de 'Medici em 1565, com o projeto de Giorgio Vasari.
A Bank Bridge é uma famosa ponte pedonal de 25 metros de comprimento que atravessa o Canal Griboedov em São Petersburgo, Rússia. Como outras pontes sobre o canal, a estrutura existente data de 1826. A popularidade especial da ponte foi conquistada através de esculturas angulares de quatro leões alados coroando os pilares. Eles foram projetados pelo escultor Pavel Sokolov (1764-1835), que também contribuiu com leões para a Ponte dos Leões.

## Design
O projeto de passarelas normalmente segue os mesmos princípios de outras pontes. No entanto, como normalmente são significativamente mais leves do que as pontes veiculares, são mais vulneráveis à vibração e, portanto, os efeitos dinâmicos costumam receber mais atenção no projeto.  Nos últimos anos, a atenção internacional tem sido atraída para esta questão por problemas na Pont de Solférino, em Paris, e na Millennium Bridge, em Londres.
Para garantir que as passarelas sejam acessíveis a pessoas com deficiência e outras pessoas com mobilidade reduzida, hoje em dia também é dada atenção ao fornecimento de elevadores ou rampas de acesso, conforme exigido pela legislação relevante (por exemplo, Lei de Discriminação de Deficiência de 1995 no Reino Unido).  Algumas pontes antigas em Veneza agora estão equipadas com uma cadeira elevatória para que os residentes com deficiência possam atravessá-las.